# Alinda (Vorname)
Alinda ist ein deutscher weiblicher Vorname.
Er bedeutet die edle Sanfte oder die edle Lindenholzschildträgerin und ist eine Variante des Vornamens Adelinde. 

## Bekannte Namensträgerinnen
- Alinda Jacoby, Pseudonym von Maria Krug (1855–1929), deutsche Schriftstellerin